# 黑帶小鱸
黑帶小鱸為輻鰭魚綱鱸形目鱸亞目河鱸科的其中一種，分布於美國的Edisto河及密西西比河流域，體長可達11公分，棲息在礫石底質的溪流，屬肉食性，以水生昆蟲為食。